# Nisitrus
Nisitrus is een geslacht van rechtvleugeligen uit de familie krekels (Gryllidae). De wetenschappelijke naam van dit geslacht is voor het eerst geldig gepubliceerd in 1878 door Henri de Saussure.

## Soorten
Het geslacht Nisitrus omvat de volgende soorten:
- Nisitrus brunnerianus Saussure, 1878
- Nisitrus hyalinus Saussure, 1878
- Nisitrus insignis Saussure, 1878
- Nisitrus maculosus Walker, 1871
- Nisitrus marginatus Walker, 1869
- Nisitrus musicus Ingrisch, 1987
- Nisitrus sumatrensis Rehn, 1909
- Nisitrus vittatus Haan, 1842